# 賈英華
賈英華（1952年—），中國作家，晚清研究學者，中國作家協會全國委員會委員、中國傳記文學學會副會長、中國電力作家協會主席。代表作為《末代皇帝的後半生》，此書日文版是風糜日本的暢銷書。中、英、美、法、日及港、澳、台等上百家國內外權威媒體評價其成功地續補了溥儀的《我的前半生》。此書中文版暢銷再版九次，並獲中國圖書第五屆金鑰匙獎。他曾捉刀為末代皇帝溥儀題寫墓誌，為末代太監孫耀庭撰題碑文。其書法作品曾入選《中國首屆名人名作展》、《當代名家書畫展》等。
賈英華末代皇族系列作品之一《末代皇帝的非常人生》獲得2013年第四屆中國傳記文學優秀作品獎。。

## 工作經歷
曾任北京熱電廠工人、班長、團委書記、總廠團委書記，華北電管局電力報華北記者站負責人，北京熱電總廠團委書記，國務院秘書局副處長、處長、副局長，國家經貿委電力司副司長、國家電監會供電部主任。
中國作協第六、七、八屆全國委員會委員。
2012 年受台灣人李亞婷私人邀請赴台在五所大學演講，以及辦了一場500人講座，講述「末代皇室與我」。

## 作品表列
- . 群眾出版社. 1989年 初版.
- . 人民文學出版社. 2004年 再版. ISBN 978-7-02-004589-1.
- . 知識出版社. 1992年 初版.
- . 人民文學出版社. 2004年 再版. ISBN 978-7-02-004590-7.
- . 開明出版社. 1993年 初版.
- . 人民文學出版社. 2004年 再版. ISBN 978-7-02-004588-4.
- . 作家出版社. 2002年 初版.
- . 人民文學出版社. 2004年 再版. ISBN 978-7-02-004606-5.
- . 群眾出版社. 2001年 初版. ISBN 7-5014-2463-2.
- . 人民文學出版社. 2012年 初版. ISBN 978-7-02-0088607.
- . 人民文學出版社. 2012年 初版. ISBN 978-7-02-008854-6.
- . 人民文學出版社. 2012年 初版. ISBN 978-7-02-008819-5.
- . 人民文學出版社. 2012年 初版. ISBN 978-7-02-008818-8.

## 外部連結
- 2012年賈英華:末代皇族"系列紀實(人民網)